# Jenangan (Jenangan)
Jenangan is een bestuurslaag in het regentschap Ponorogo van de provincie Oost-Java, Indonesië. Jenangan telt 4058 inwoners (volkstelling 2010).